# Smeringopus lineiventris
Smeringopus lineiventris is een spinnensoort uit de familie trilspinnen (Pholcidae). De soort komt voor in West-Afrika en Jemen.